# Matthieu Pigasse
Pour les articles homonymes, voir Pigasse (homonymie).
Matthieu Pigasse, né le 25 mai 1968 à Clichy (France), est un banquier d'affaires français.
De 2002 à 2015, il est associé-gérant, puis directeur général délégué (à partir de 2009), de Lazard Frères à Paris. En 2015, il devient responsable à l'échelle mondiale des fusions-acquisitions et du conseil aux gouvernements ; jusqu'à sa démission en octobre 2019. Depuis 2020, il dirige le bureau parisien de la banque d'investissement américaine Centerview.
Il est également propriétaire des festivals Rock en Seine et Golden Coast ainsi que des Nouvelles éditions indépendantes (qui contrôlent le magazine Les Inrockuptibles et la radio Radio Nova) dont il est président. Il est actionnaire du groupe de presse Le Monde, du journal Le Huffington Post et du label Rough Trade.

## Biographie

### Jeunesse et études
Matthieu Pigasse naît dans une famille liée au monde de la presse et de l'édition. Son père est Jean-Daniel Pigasse, secrétaire de rédaction à La Manche libre. Son oncle, Jean-Paul Pigasse, a été directeur de la rédaction de L'Express. Son grand-oncle, Albert Pigasse, fut le fondateur de la collection « Le Masque ».
Il a un frère, Nicolas Pigasse, qui est cofondateur du magazine Public dont il est également le directeur de rédaction. Sa sœur aînée, Virginie Pigasse, a travaillé au magazine Globe ; sa cadette, Sophie Pigasse-Magnaud, est autrice. Parmi ses cousins germains figurent les journalistes Sylvain Augier et Christian Jeanpierre.
Il grandit dans le 7e puis dans le 15e arrondissement de Paris et enfin à Regnéville-sur-Mer (Manche).
Matthieu Pigasse effectue ses études secondaires au collège de Coutances puis au lycée Camille-Sée dans le 15e arrondissement de Paris, où il obtient un baccalauréat série A (littéraire). En 1990, il est diplômé de l'Institut d'études politiques de Paris (section Service Public) ; il y prépare le concours de l'École nationale d'administration, dont il sort diplômé en 1994.

### Parcours dans le public
Matthieu Pigasse commence sa carrière en tant qu'administrateur civil au ministère de l'Économie et des Finances, à la direction du Trésor, où il est affecté à la sous-direction chargée de la gestion de la dette et de la trésorerie de l'État.
En 1998, il devient conseiller technique au cabinet du ministre de l'Économie et des Finances Dominique Strauss-Kahn puis, un an plus tard, directeur adjoint du cabinet de son successeur, Laurent Fabius, ministre de l'Économie, des Finances et de l'Industrie, chargé des questions industrielles et financières. En 2001, il refuse la proposition qu'on lui fait d’être candidat aux prochaines élections législatives dans l'Aisne.

### Parcours dans la banque d'affaires
En 2002, la victoire de la droite aux élections présidentielle et législatives le pousse à rejoindre le secteur privé ; il demande conseil à Alain Minc et lui déclare : « Un jour, je ferai de la politique et je serai président de la République ». Par la suite, Minc déclarera : « Cinq ans plus tard, un certain Emmanuel Macron me fera exactement la même confidence ».
Sur les conseils d'Alain Minc, Bruno Roger le recrute à la banque Lazard en 2002, comme associé-gérant. Il prend la tête de l'activité « conseil aux gouvernements » en 2003, devient en 2005 directeur du marketing et vice-président de Lazard Europe, puis codirecteur général délégué de Lazard France (en septembre 2009). En avril 2010, il est nommé seul dirigeant de Lazard en France et responsable mondial des activités de fusions et acquisitions en avril 2015.

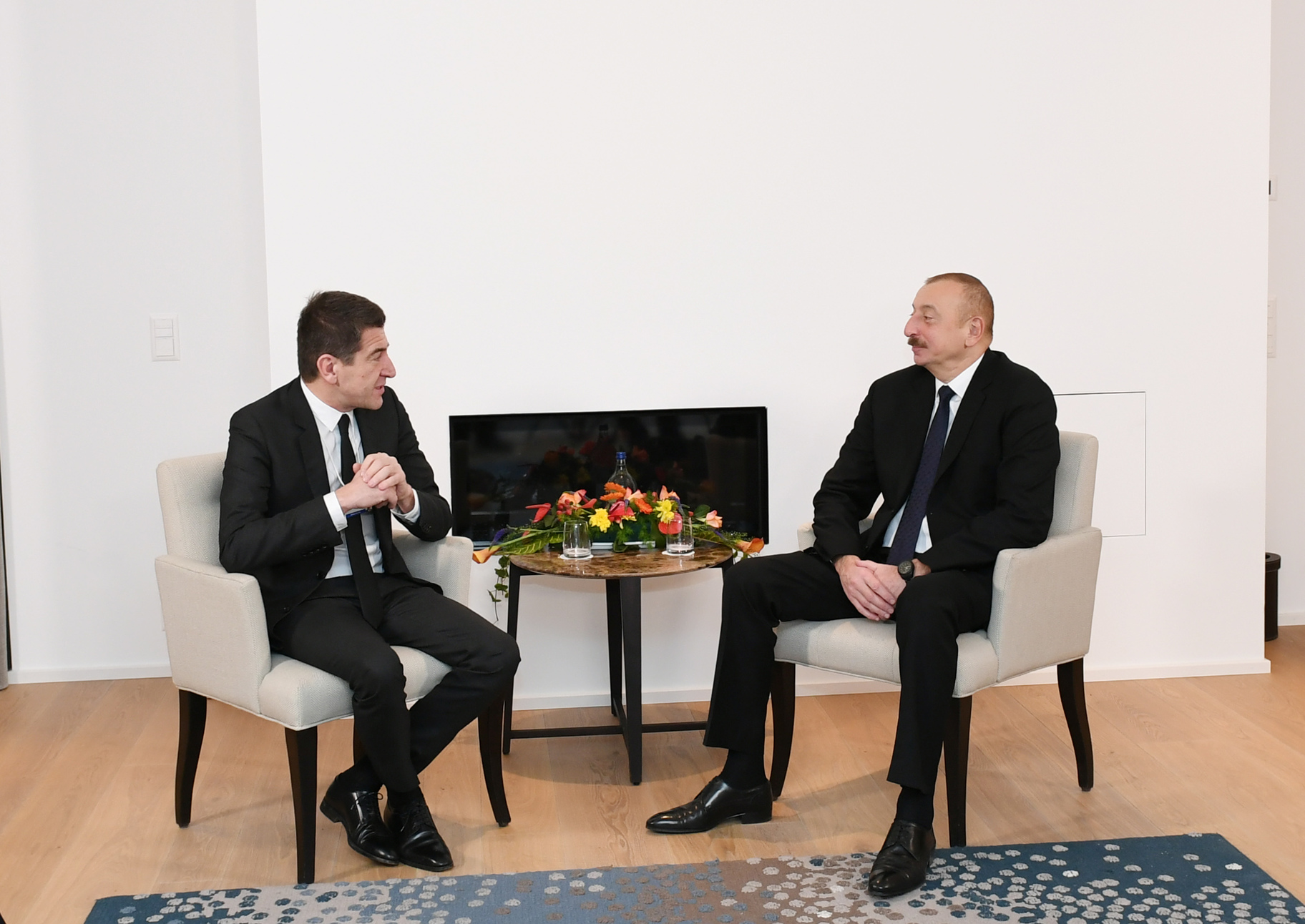
Pigasse (Lazard Frères) en discussion avec le président de l'Azerbaïdjan Ilham Aliyev à Davos, en 2019.

Il fait partie des banquiers d’affaires les plus actifs en Europe.
Il recrute l'universitaire Daniel Cohen au sein de la banque et travaille avec lui sur la restructuration des dettes de l'Argentine, du Venezuela et de l'Équateur.
Il intervient en tant que conseiller sur de nombreux dossiers en fusions-acquisitions, comme la vente du PSG par Canal+, la fusion Suez-Gaz de France, la vente par Accor de sa participation dans le Club Med, la vente d'AB Groupe à TF1, la vente de l'activité « transmission et distribution » (T&D) d'Areva, la fusion de la Caisse d'épargne et de la Banque populaire, la création de Natixis puis sur son augmentation de capital et le sauvetage de son ancien réhausseur de crédit CIFG, le rachat de ses actions par L'Oréal à Nestlé, l'acquisition de Darty par la Fnac.
Il est également connu pour être intervenu en conseil aux gouvernements, notamment sur la renégociation de la dette de l'Argentine après la faillite du pays en 2001, la restructuration des dettes grecque et ukrainienne, de la dette irakienne, ou encore la nationalisation du gaz bolivien.
Il démissionne de Lazard en octobre 2019, avec effet à la fin décembre, pour « s'engager dans un projet personnel de nature entrepreneuriale » (peut-être poussé par les critiques émises au sein du groupe sur son mode de gestion et sur son activité dans les médias,). Son associé, Jean-Louis Girodolle, lui succède. Il co-dirige à partir d'avril 2020 le bureau parisien de la banque d'investissement Centerview Partners avec Nicolas Constant, un autre ancien de Lazard,. Il y introduit une activité de conseil aux gouvernements.
Il est par ailleurs membre du conseil d'administration des groupes BSkyB, Lucien Barrière et Derichebourg et anciennement de l'agence Relaxnews. Il est également vice-président du théâtre du Châtelet.

### Investissements entrepreneuriaux notables
En 2022, avec Xavier Niel et Moez-Alexandre Zouari, Matthieu Pigasse associe 2MX Organic avec InVivo Retail, la branche distribution du groupe InViVo pour créer Teract,, un Special purpose acquisition company (SPAC), leader en « distribution alternative, durable et responsable » et détenant des marques telles que Jardiland, Gamm vert ou Delbard.
La même année, il fusionne le SPAC I2PO dédié au divertissement (créé avec la famille Pinault et Iris Knobloch) avec la société de streaming française Deezer qui avait fait son entrée à Euronext Paris en 2021.

### Médias
En 2005, Matthieu Pigasse organise la vente de Libération à Édouard de Rothschild. En 2007, il tente, dans le sillage d'Alain Minc, de s'emparer, sans succès, de la présidence du conseil de surveillance du Monde[réf. nécessaire].
En 2009, il achète l'hebdomadaire culturel et politique Les Inrockuptibles, dont il préside le conseil d'administration, puis travaille au lancement d'une nouvelle formule, ce qui n'est pas sans provoquer quelques remous au sein de la rédaction qui lui reproche, notamment, de chercher à éloigner les fondateurs du magazine. Pour le journaliste Aymeric Mantoux, l'acquisition des Inrocks correspond à un besoin de « promotion personnelle » alors que Mathieu Pigasse cherche alors à faire de la politique.
Il est actif dans d'autres médias et vend Newsweb à Arnaud Lagardère ; il conseille Murdoch sur Eurosport, puis soutient financièrement le site d'information Rue89.
En juin 2010, il prend le contrôle, avec Pierre Bergé et Xavier Niel du quotidien Le Monde, malgré l'opposition de Nicolas Sarkozy,. Le même trio, via la holding Le Monde Libre (LML), acquiert, en 2014, 65 % du Nouvel Observateur pour 13,4 millions d'euros. Afin de réaliser cette opération, Matthieu Pigasse contracte un prêt d'environ 25 millions d'euros auprès de la Banque Palatine (groupe BPCE).
En décembre 2013, Matthieu Pigasse investit dans le groupe média Melty.
En octobre 2015, le groupe Le Monde annonce avoir renoué avec les bénéfices, conformément à la volonté de ses actionnaires.
En 2014 et 2015, le trio manifeste son intérêt pour les chaînes de télévision privées LCI et I-Télé.
En septembre 2015, il rachète la station musicale Radio Nova, et annonce des projets transversaux avec Les Inrockuptibles au sein des Nouvelles Éditions Indépendantes (LNEI). En mars 2016, il annonce avoir pris une participation dans Vice France, filiale française de Vice Media, pour soutenir notamment le lancement de la chaîne TV Viceland,.
En avril 2016, il s'associe avec Xavier Niel et Pierre-Antoine Capton pour lancer Mediawan, un SPAC de 250 millions d'euros destiné à investir dans des médias européens avec l'ambition de devenir un acteur européen majeur des contenus (production de fictions et documentaires, l'édition et la distribution).
Le 25 octobre 2018, Matthieu Pigasse annonce avoir cédé 49 % de ses parts de la société Le Nouveau Monde à l'industriel tchèque Daniel Křetínský. La société a été créée pour lui permettre d'obtenir sa participation dans Le Monde, qu'il contrôle aux côtés de Xavier Niel, les deux hommes ayant racheté les parts de Pierre Bergé à sa mort[pas clair]. Selon Libération, cette cession s'explique par de grandes difficultés financières de Mathieu Pigasse.
À l'issue de la polémique suscitée par ce nouveau partage actionnarial et du bras de fer avec la rédaction du quotidien, Pigasse confie qu'il s'est battu « juste pour faire chier. Même si à la fin j'en meurs, je t'aurai fait chier. » Et d'ajouter : « Je fais ça pour vivre. Ou, comme disait Flaubert, pour faire vomir le bourgeois. Quand je vois le nombre d'ennemis que j'ai, je me dis que j'ai réussi. »
En octobre 2019, Le Point consacre une longue enquête à Matthieu Pigasse. Pour l'hebdomadaire, le banquier serait fragilisé par ses investissements personnels notamment dans Les Inrocks. Le journal est « à la peine entre réductions d'effectifs et chute d'audience », relate Le Point qui cite l'un des proches de Pigasse : « Même si c'est une star dans son domaine, Matthieu a oublié qu'il n'est finalement qu'un employé de banque. Il n'est pas entrepreneur[...] ». « En acquérant le magazine Les Inrockuptibles, le groupe Nova ou encore le festival Rock en Seine, il a accumulé une dette considérable... » signale pour sa part, Mediapart.
En mars 2021, les effectifs de la rédaction des Inrockuptibles ont été « réduits comme peau de chagrin », selon La Lettre A. Le journal compte désormais moins d'une dizaine de journalistes salariés. Cette décision, ainsi que l'abandon du traitement des questions de politique et de société par le journal, est le signe d'un reniement de ses ambitions politiques, selon cette même publication. En avril 2021, Le Canard enchaîné critique sévèrement sa gestion du personnel au sein de ce journal. « Avec ses licenciements à gogo, sa rédaction à l'os, l'externalisation des services et la course au clic, Pigasse a éliminé plus d'une soixantaine de salariés depuis 2014 », précise la publication.
En 2024, il transfère la régie publicitaire de Radio Nova chez Lagardère, au sein de l'empire médiatique de Vincent Bolloré, relève StreetPress et permet le retour de Guillaume Meurice et Pierre-Emmanuel Barré à l'antenne.

### Culture
En juillet 2015, Matthieu Pigasse devient président du festival de musique Les Eurockéennes de Belfort.
En 2017, il rachète, avec l’aide d’AEG, Rock en Seine, l'un des plus grands festivals de France. En 2024, il lance à Dijon le festival de rap Golden Coast. Il est actionnaire du label Rough Trade depuis 2017.
En juillet 2025, il dénonce l'interdiction préfectorale du concert du rappeur Freeze Corleone, régulièrement accusé d'antisémitisme et d'homophobie. 

### Politique
Depuis son passage dans les cabinets ministériels, il est resté proche de Dominique Strauss-Kahn,.
Il est membre du conseil d'administration de la fondation pro-européenne EuropaNova[réf. nécessaire].
En juin 2002, François Hollande lui refuse une investiture socialiste aux législatives.
En 2007, il a fait partie des Gracques,. La même année, le « banquier de gauche » conseille Ségolène Royal et certains lui prêtent des ambitions concernant un ministère en cas de victoire de la candidate socialiste à l'élection présidentielle,. Nicolas Sarkozy lui propose de devenir secrétaire d'État, ce qu'il décline.
En 2009, il collabore[pas clair] avec Dominique Strauss-Kahn, Laurent Fabius, Ségolène Royal, Bertrand Delanoë[réf. nécessaire] et aussi Manuel Valls.
En 2011, pour célébrer les trente ans de l'élection de François Mitterrand, Matthieu Pigasse et Pierre Bergé organisent un concert place de la Bastille à Paris, qui réunit entre 40 000 et 70 000 participants.
En 2012, il soutient le projet de François Hollande de taxer à hauteur de 75 % les revenus supérieurs à 1 million d'euros, ce que Philippe Villin lui reproche, avancant qu'il « ne paraît guère payer d'impôt en France », information que Matthieu Pigasse dément affirmant que « la très large majorité de [ses] revenus est imposée en France ».
En mars 2014, il publie Éloge de l’anormalité, dans lequel il critique l’incapacité des élites politiques et économiques à sortir de la crise que traverse l’Europe autrement que par des mesures d’austérité ; et, globalement, celle de François Hollande à réformer la France. En avril de la même année, Manuel Valls le consulte dès sa nomination à Matignon.
Après avoir initialement moqué le parti grec de gauche radicale SYRIZA, qui, selon lui, promettait de « raser gratis » ; il le défend après la victoire du parti aux élections législatives de 2015, lorsqu'Aléxis Tsípras devient Premier ministre. Dans la presse, il critique la politique d'austérité préconisée par l'Union européenne, parlant de « barbarie à visage humain ». Cependant, d'aucuns rappellent que la banque Lazard conseille la Grèce depuis 2010 et a gagné 25 millions d'honoraires dans ce dossier.
Il songe un moment à se lancer en politique, réunissant pour cela plusieurs proches (d'anciens strauss-kahniens), afin de lancer un mouvement qui serait baptisé « Premier jour », partant de constats similaires à Emmanuel Macron — mais avec qui les relations sont tendues depuis plusieurs années — sur l'état de la classe politique française. Finalement, il se ravise, et plusieurs de ses proches soutiennent ensuite Emmanuel Macron dans son aventure élyséenne.
À l'élection présidentielle de 2017, il confie à Vanity Fair qu'il a voté pour Jean-Luc Mélenchon au premier tour avant de s'abstenir au second. Il était proche de l'équipe de campagne d'Arnaud Montebourg, avant que celui-ci ne soit éliminé aux primaires de la gauche.
Pour les élections législatives anticipées de 2024, il appelle à voter pour l'alliance de gauche, le Nouveau Front populaire,.

### Rivalité avec Emmanuel Macron
Décrit comme « son meilleur ennemi », Emmanuel Macron partage de nombreux points communs avec Matthieu Pigasse : passé par Sciences Po et l'ENA, banquier d'affaires, proche du Parti socialiste. Leur rivalité apparaît en 2010, lors de la reprise du quotidien Le Monde ; Emmanuel Macron, conseiller de la Société des rédacteurs (SDR), doit s'incliner face au trio Bergé-Niel-Pigasse. Cependant, en 2012, lors de la bataille Nestlé (conseillé par Rothschild) contre Danone (conseillé par Lazard) pour le rachat de la division nutrition de Pfizer, c'est Macron qui remporte une transaction estimée à 9 milliards d'euros.

### Vie privée
Matthieu Pigasse est amateur de musique punk rock,qu'il a découvert à 12 ans en écoutant le groupe The Clash : « Le punk a été ma première rencontre avec le politique. Il y avait chez les Clash une espèce de rage contre l'ordre établi qui m'a séduit ». En juin 2009, la presse people fait état d'une liaison avec la journaliste Marie Drucker,, qu'il était sur le point d'épouser avant d'annuler au dernier moment. Sa compagne, la journaliste et autrice Alix Étournaud,, mère de ses trois enfants, évoque leur histoire dans le livre Mieux vaut en rire (2011),.
En 2011, sa fortune est estimée à plusieurs dizaines de millions d'euros. Il possède une maison à Boulogne-Billancourt et une autre aux Mesnuls.

### Polémiques
En août 2010, Matthieu Pigasse est accusé d'avoir refusé de payer les 165 000 dollars de frais de location d'une villa dans les Hamptons,. Il n'aurait « pas aimé la vue » que proposait la villa et considéré que « les photos de l'annonce ne correspondent pas à la réalité ».
En septembre 2024, Le Canard enchaîné indique que Matthieu Pigasse s’est fait sortir du restaurant de l’hôtel Costes où il dînait, pour une dette ancienne de plus de 100 000 euros, jamais réglée, ce qu’il a démenti.

## Écrits
- Le Monde d'après, une crise sans précédent, Plon, 2009 (avec Gilles Finchelstein)
- Révolutions, Plon, 2012
- Éloge de l’anormalité, Plon, 2014.
- Participation à l'ouvrage collectif Qu'est-ce que la gauche ?, Fayard, 2017
- La lumière du chaos, Éditions de l'Observatoire, 2023.

#### Articles de presse
- Mélanie Delattre, « À l'affiche : Matthieu Pigasse », in Le Point no 1919, 25 juin 2009.
- Jean-Pierre Perrin, « Enquête sur Matthieu Pigasse », in XXI, no 13, hiver 2011.
- Marie Bordet, « Matthieu Pigasse, plus dure serait la chute », in lepoint.fr, 16 octobre 2019.